# Papírvárosok (film)
A Papírvárosok (eredeti cím: Paper Towns) 2015-ben bemutatott amerikai romantikus-misztikus filmvígjáték-dráma, melyet Jake Schreier rendezett. A forgatókönyvet Scott Neustadter és Michael H. Weber írta, John Green 2008-ban publikált azonos című regényéből. A főbb szerepekben Nat Wolff, Cara Delevingne, Halston Sage, Austin Abrams és Justice Smith látható.
Az Amerikai Egyesült Államokban 2015. július 24-én mutatta be a 20th Century Fox. Magyarországon 2015. július 30-án került mozikba az InterCom Zrt. forgalmazásában.

## Cselekmény
Quentin Jacobsen egész életét azzal töltötte, hogy távolról csodálta a hihetetlenül kalandvágyó Margo Roth Spiegelmant. Így aztán, amikor a lány nindzsának öltözve kinyitja Quentin ablakát, bemászik rajta az életébe, és magával invitálja egy nagy fantáziával kitervelt bosszúhadjáratra, a fiú vele tart.
Egész éjszakás kalandjuk után új nap veszi kezdetét, s amikor Q megérkezik az iskolába, megtudja, hogy a mindig is enigmatikus Margo ezúttal valódi rejtéllyé lett. Hamarosan kiderül azonban, hogy vannak bizonyos nyomok, amelyek felderítése csak rá vár. Ezzel olyan csapongó kaland veszi kezdetét, amelynek során minél közelebb kerül, annál kevesebb tárul fel előtte a lányból, akiről azt hitte, jól ismeri.

## Szereplők
| Szerep                | Színész              | Magyar hang       |
| --------------------- | -------------------- | ----------------- |
| Quentin Jacobsen      | Nat Wolff            | Jéger Zsombor     |
| Quentin fiatalon      | Josiah Cerio         | Ács Balázs        |
| Margo Roth Spiegelman | Cara Delevingne      | Nagy Katica       |
| Margo fiatalon        | Hannah Alligood      | Vida Sára         |
| Lacey Pemberton       | Halston Sage         | Czető Zsanett     |
| Ben Starling          | Austin Abrams        | Timon Barnabás    |
| Radar                 | Justice Smith        | Gacsal Ádám       |
| Angela                | Jaz Sinclair         | Lamboni Anna      |
| Connie Jacobsen       | Cara Buono           | Incze Ildikó      |
| Jase                  | Griffin Freeman      | Fehér Tibor       |
| Becca Arrington       | Caitlin Carver       | Csifó Dorina      |
| Ruthie                | Meg Crosbie          | Gáspárfalvi Dorka |
| Debbie Spiegelman     | Susan Macke Miller   | Orosz Anna        |
| Josh Spiegelman       | Tom Hillmann         | Holl Nándor       |
| Chuck Parsons         | RJ Shearer           | Czető Roland      |
| Warren nyomozó        | Jim Coleman          | Papucsek Vilmos   |
| Hank Jacobsen         | Stevie Ray Dallimore | Sarádi Zsolt      |